# Langholm (Dumfries and Galloway)
Langholm (gälisch Langaim) ist eine Stadt in der schottischen Council Area Dumfries and Galloway. Sie ist etwa 48 km östlich von Dumfries und 27 km nördlich des englischen Carlisle an der Mündung des Ewes Water in den Esk gelegen. Im Jahre 2011 verzeichnete Langholm 2227 Einwohner.
Im Jahre 1455 beendete Jakob II. die Dynastie der schwarzen Douglas durch einen Sieg bei Langholm. 1621 erhielt die Stadt die Rechte eines Burghs. Unweit der Stadt liegen die Ruinen von Langholm Castle, einer Burg des Armstrong Clans aus dem 16. Jahrhundert, von der lediglich ein Mauerrest erhalten ist. Auf einem Hügel ist ein Obelisk zu Ehren John Malcolms aufgestellt. In der Stadt findet sich ein Monument zu Ehren von Pulteney Malcolm. Mit Glentarras und Langholm war Langholm Standort zweier Whiskybrennereien. Beide wurden jedoch zu Beginn des 20. Jahrhunderts geschlossen.

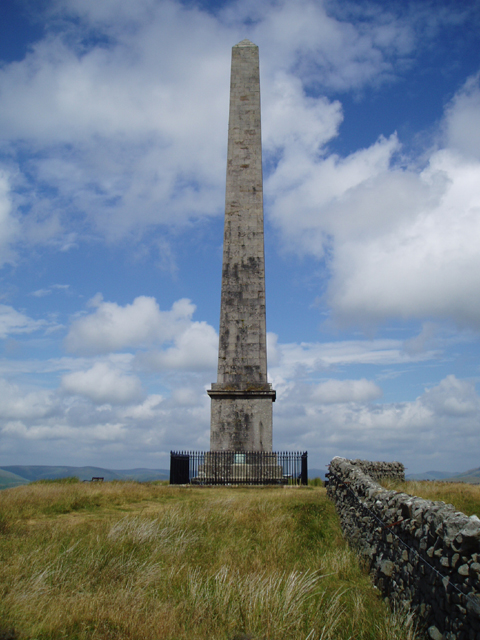
Malcolm Monument in Langholm
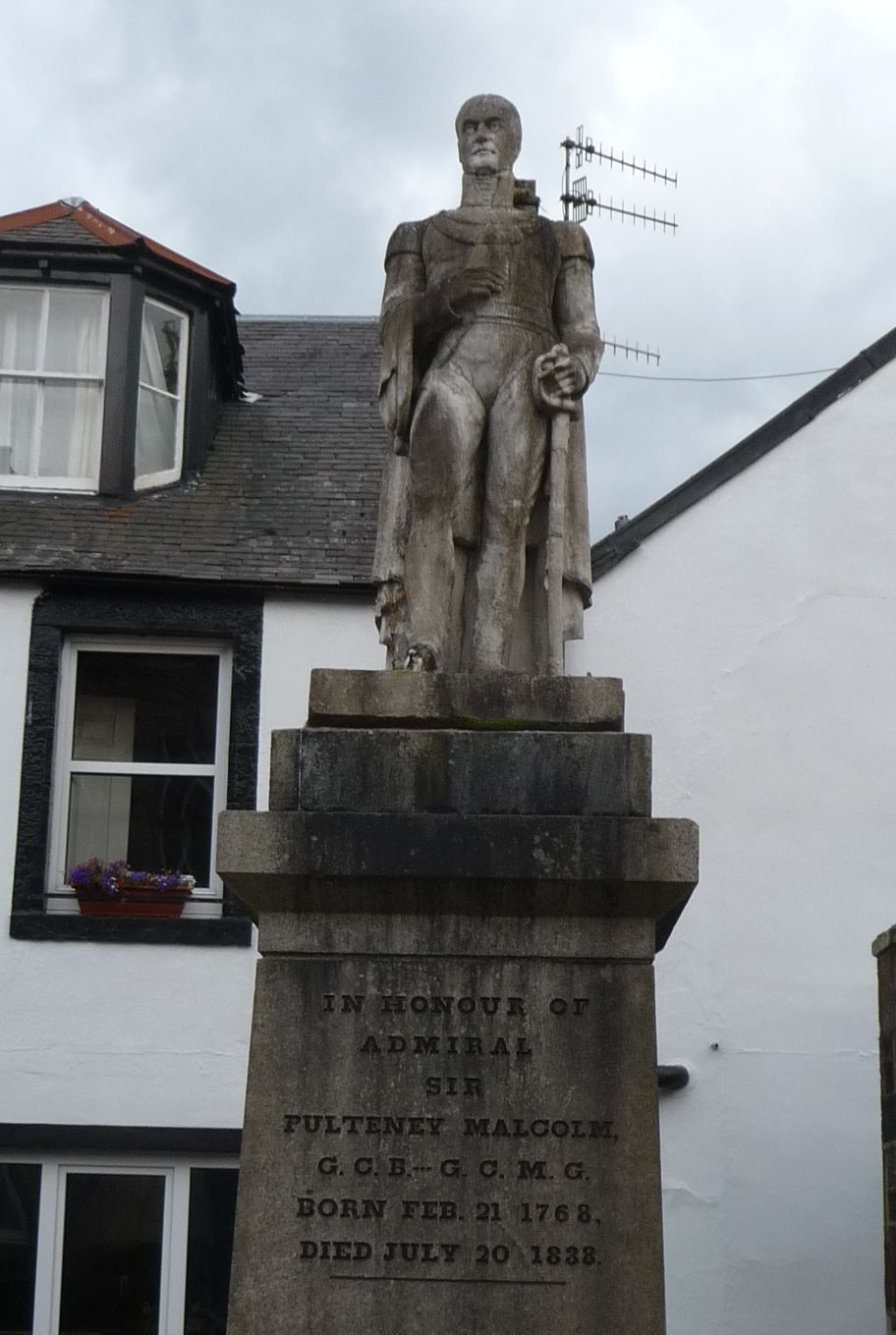
Pulteney Malcolm Monument
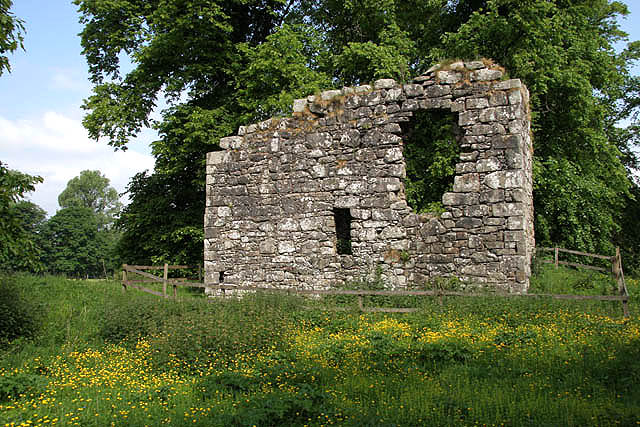
Ruine von Langholm Castle
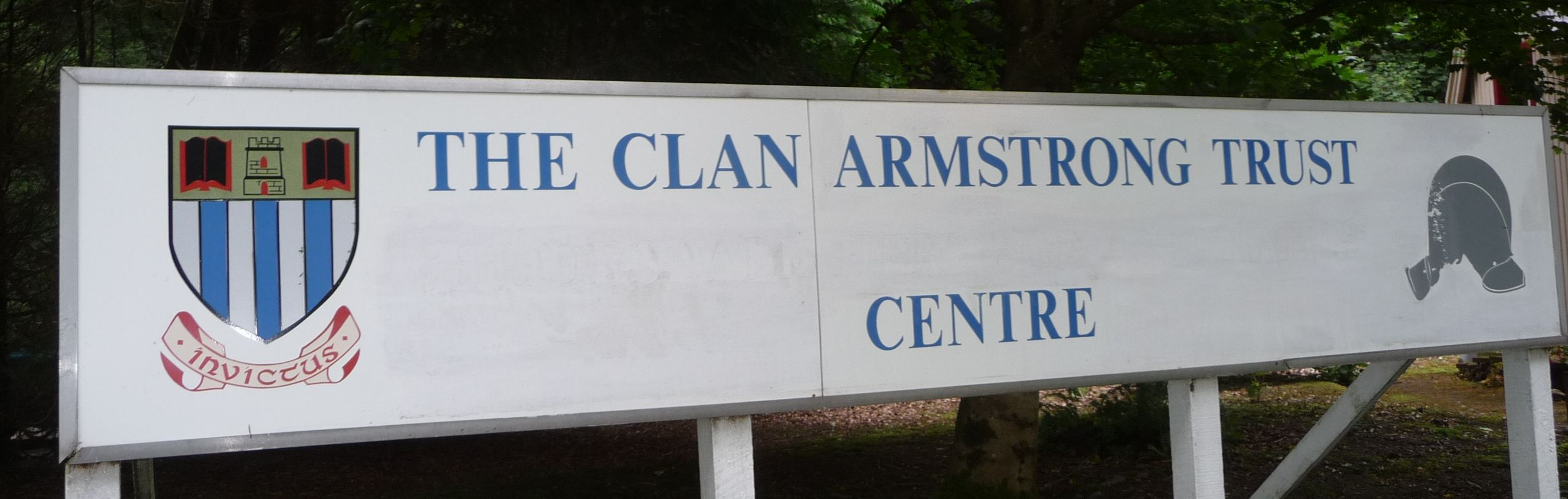
Sitz des Clan Armstrong-Museums

## Persönlichkeiten
- Dorothy Donaldson Buchanan (1899–1985), Bauingenieurin